# 大浜忠三郎
2代 大浜 忠三郎（大濱、おおはま ちゅうざぶろう、1871年5月19日（明治4年4月1日）- 1925年（大正14年）11月24日）は、明治から大正期の実業家、政治家。衆議院議員、横浜市会議長。幼名・茂七郎。

## 経歴
武蔵国久良岐郡、現在の横浜市で、洋糸織物商・初代大浜忠三郎の長男として生まれる。横浜商業学校（現横浜市立横浜商業高等学校）を経て、1888年（明治21年）東京専門学校（現早稲田大学）英語本科を卒業し、欧米諸国を遊歴した。
家業を継承して洋織物商「信濃屋」を経営し、1904年（明治37年）10月、家督を相続し忠三郎を襲名した。横浜取引所理事長、横浜商業会議所議員、横浜生命保険社長、横浜倉庫取締役、神奈川県農工銀行取締役などを務めた。
政界では、1904年4月、神奈川県会議員、横浜市会議員に選出され、横浜市参事会員、神奈川県会市部会議長などを務めた。1913年（大正2年）横浜市会で大小選挙区論により解散選挙が行われ、大浜は再選され中立派の支持を受けて市会議長に就任し、小選挙区の撤廃が行われた。1920年（大正9年）5月の第14回衆議院議員総選挙で神奈川県第1区から憲政会公認で出馬して初当選。1924年（大正13年）5月の第15回総選挙で再選され、衆議院議員に連続2期在任した。1925年春から食道がんのため逗子新宿の別邸で療養していたが、同年11月、議員在任中に死去した。

## 著作
- 『起るか?起らぬか?日米戦争』甲子出版社、1924年。
- 『無病強健精力絶倫法 : 医者いらず薬いらず』甲子出版社、1924年。
- 『迷信的運不運と科学的運不運』甲子出版社、1925年。

## 親族
- 妻 大浜福子（男爵岡内重俊長女）[4][8]